# Lars Kullenbo
Lars Bertil Ingemar Kullenbo, tidigare Carlsson, född 2 maj 1942 i Åseda, Kronobergs län, är en svensk operasångare (baryton och tenor).
Kullenbo studerade sång först hos A-C Edholmer i Växjö, därefter vid Hochschule für Darstellende Kunst i Wien 1958–1960 och vid Kungliga Musikhögskolan i Stockholms operaklass 1961–1962.
Han var anställd vid Kungliga Teatern 1963–1997. Han gestaltade många stora och mindre roller, medverkat i över 2000 föreställningar på Kungliga Operan.
Han har gästspelat i Norge, Finland, Ryssland, Göteborg och Drottningholm, och medverkat i tv-inspelningarna Nattflyg av Dallapiccola och Pelle Svanslös.
Han har fått stipendier från Kronobergs läns landsting kulturstipendium, Kristina Nilsson-stipendiat, Sandrew-stipendiat, Tore Wretmans fond och Jussi Björlings stipendiat

## Roller i urval

### Som baryton
Han debuterade som Silvio i Pajazzo av Leoncavalli 1964.
Därefter följde roller som Informator Karlander i urpremiären av Herr von Hanken av Karl-Birger Blomdahl, Ruggiero i Alcina, Guglielmo i Così fan tutte, Figaro i Figaros bröllop, Figaro i Barberaren i Sevilla. 
Titelrollen i Rigoletto och titelrollen i Frankenstein av Gruber.

### Som tenor
Han övergick 1976 till tenor och debuterade som hertigen i Rigoletto. Han har även gjort Alfred i La Traviata.